# Barano d'Ischia
Barano d'Ischia là một đô thị ở tỉnh Napoli ở vùng Campania, tọa lạc ở khu vực tây nam của đảo Ischia, khoảng 30 km về phía tây nam của Napoli.
Barano d'Ischia giáp các đô thị: Casamicciola Terme, Ischia, Serrara Fontana.